# 刘骥 (汉赵)
刘骥（？—318年），中国五胡十六国漢國皇族。新兴（今山西省忻州）匈奴人。刘聪子。
312年，封刘骥为济南王，拜为征西将军，筑西平城居住。318年，刘骥为大将军，都督中外诸军事、录尚书事。刘聪临终时，封大司马，后来被靳准陷害，被刘粲杀害。

## 资料来源
- 《资治通鉴》晋纪